# La Cañada de San Urbano

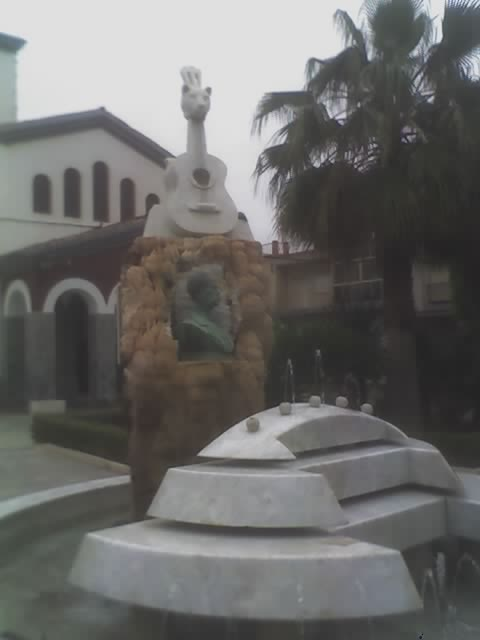
Monumento a Antonio de Torres en La Cañada de San Urbano.

La Cañada de San Urbano es una pedanía situada en la periferia de la ciudad de Almería, situada a 2 km al este de la misma. Su principal pilar económico procede de la agricultura de invernadero, siendo el tomate el cultivo más destacado. Tradicionalmente sus orígenes se remontan a haber sido el eje de la Vega de Almería que ocupaba desde El Zapillo hasta Costacabana. Actualmente es más un barrio dormitorio de quienes trabajan en la capital y buscan la tranquilidad, y también de antiguos vecinos nacidos allí que se dedican a la agricultura intensiva situada en el Levante Almeriense y que se comunica con el municipio directamente desde la salida de la autovía.
Es célebre por ser el lugar natal del luthier Antonio de Torres, nacido en La Cañada de San Urbano en 1817 y fallecido en Almería en 1892. 

## Historia
Durante el desarrollo de la Guerra civil española se construyó en el subsuelo de la población un refugio antiaéreo, que fue terminado para el verano de 1937 y que tenía una capacidad para 150 personas.

## Economía
Además, su importancia en el cultivo del tomate le ha dado fama siendo considerables las exportaciones de dicho producto, que en la actualidad se ha desplazado más al levante a municipios como Níjar y se ha explotado más la zona de Los Llanos situada al norte del municipio, con novedosas instalaciones y un pujante sector auxiliar que innova y trata de exportar su tecnología al exterior.
En dicho enclave se encuentran la Universidad de Almería al sur, la cooperativa CASI (la mayor productora de tomates de la provincia) y el Aeropuerto de Almería al este. 
En 2016 los comerciantes de la pedanía se unieron para potenciar el comercio de barrio creando la Asociación de Comerciantes de La Cañada creando una app e interactuar con usuarios y vecinos.

## Fiestas
Las fiestas en honor de san Urbano suelen coincidir con la última semana de mayo. Todos los años la pedanía almeriense de La Cañada celebra sus fiestas con las tradicionales atracciones de feria por la noche, feria del mediodía en bares del barrio, así como barras montadas para las fiestas donde los vecinos y visitantes celebran la tradicional feria del mediodía. Distintas asociaciones organizan actividades para los más pequeños y toda la familia como la A.VV. Antonio de Torres y la A.M.P.A SAN URBANO.
- Fiestas de la Cañada de San Urbano 2019

## Deportes
En La Cañada de San Urbano existe un club de fútbol, el UCD La Cañada Atlético.